# Donji Humac
Donji Humac is een plaats in de gemeente Nerežišća in de Kroatische provincie Split-Dalmatië. De plaats telt 165 inwoners (2001).